# Declieuxia verticillata
Declieuxia verticillata är en måreväxtart som beskrevs av Johannes Müller Argoviensis. Declieuxia verticillata ingår i släktet Declieuxia och familjen måreväxter. Inga underarter finns listade i Catalogue of Life.